# Українська національна кухня (книга)
Українська національна кухня — книга кулінарних рецептів для широкого кола читачів. У книжці наведено велику кількість рецептів традиційних і оригінальних страв української національної кухні з описом сучасних раціональних способів їх готування.
З передмови книги:
|  | Кожна господарка зможе збагатити харчовий раціон своєї родини, готуючи перші гарячі й холодні страви, м'ясні та рибні закуски, борошняні вироби та інші страви, поживні й смачні, серед яких багато вже забутих і напівзабутих. Важливо відзначити той факт, що, незважаючи на застосування нових продуктів, науково обґрунтованих рецептів і раціональної технології готування їжі, національний колорит української кухні зберігся. Начебто крізь синкопи сучасної музики виразно звучить пронизливий народний мотив. |

Кількість продуктів у рецептах розрахована в основному на одну порцію або ж на один виріб. Для зручності користування рецептурою та точного визначення кількості продуктів для приготування тієї чи іншої страви у книзі подано порівняльну таблицю маси деяких продуктів. 
Заголовок кожної глави оздоблений чорно-білим художнім графічним малюнком. Ілюстрації до рецептів, процесу приготування, відсутні. Художній редактор: В. І. Гринько.

## Основні розділи книги
- Самостійно;
- Рибні закуски;
- М'ясні закуски;
- Борщі;
- Капусняки;
- Кулеші й кулешики;
- Страви зі свинини;
- Страви з яловичини і телятини;
- Страви з баранини;
- Страви з птиці;
- Страви з риби;
- Страви з овочів;
- Вареники, галушки та інші страви з борошна;
- Страви з молока і сиру;
- Українські народні ласощі;
- Сучасна українська випічка;
- Вироби з дріжджового тіста;
- Вироби з бездріжджового тіста;
- Киселі, пінники;
- Солодкі молочні страви;
- Самогон;
- Домашні заготівлі.

## Використана література
1. Шалимов С. А., Шадура Н. П. Современная украинская кухня. 4-е изд., с изм.— К.: Техника, 1989.
2. Украинская кухня / Сост. С. И. Литвиненко, Г. Ю. Рогинская.— Д.: Сталкер, 2000.
3. Закарпатські народні страви / Упоряд. М. А. Мицько,— Ужгород: Карпати, 1990.
4. Самогон. Практическое пособие / Сост. ПХЖО «Надія».— Чернигов: Десна, 1992.
5. Домашние разносолы / Сост. Н. А. Сливинская.— Харьков: Прапор, 1993.
6. Домашнее консервирование / Сост. Н. А. Гусарова, И. С, Каган, 3. П. Камнева, Л. И. Марчук и др.— К.: Го-суд. изд-во технич. лит-ры УССР, 1963.